# Cystostomia

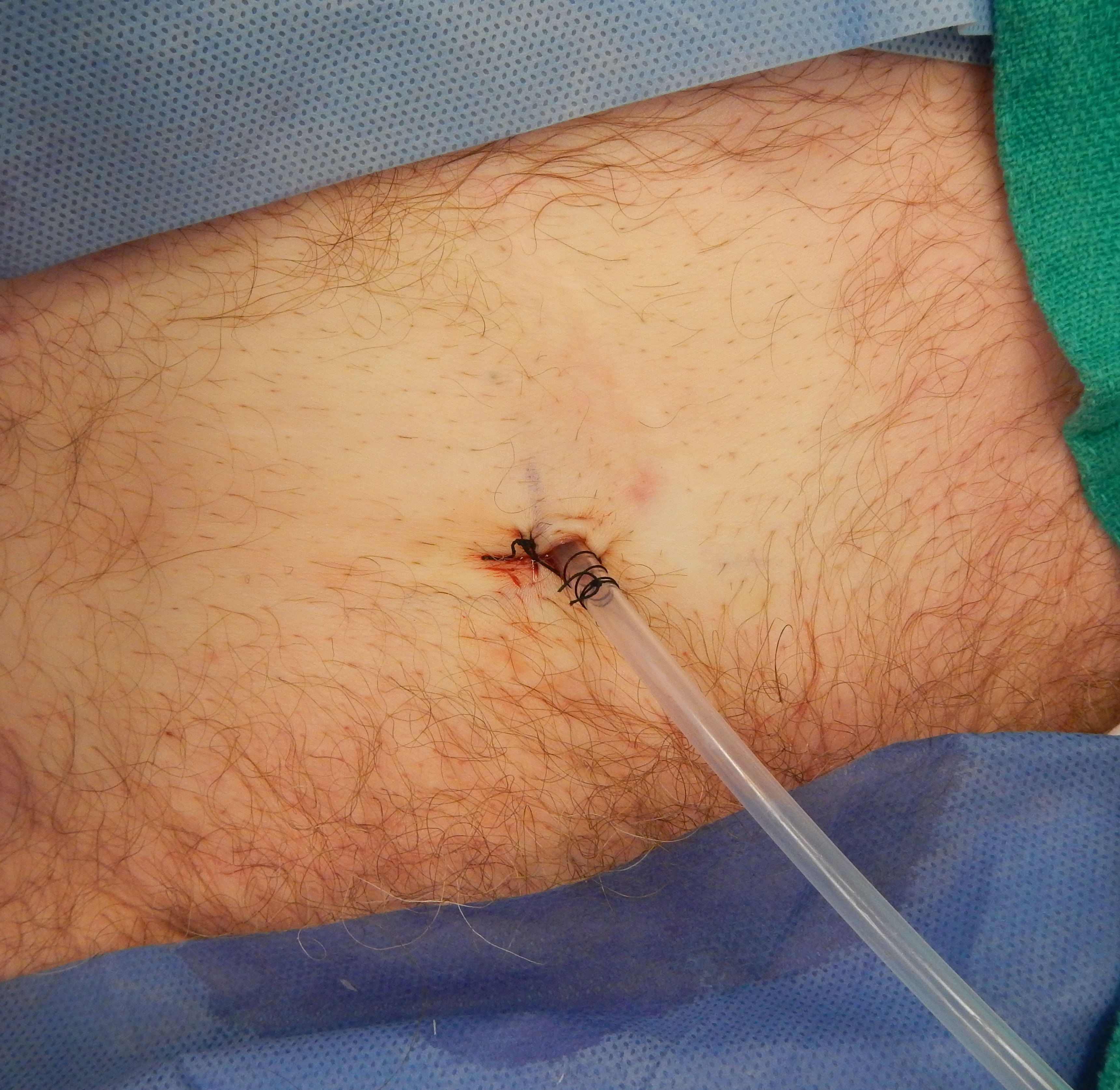
Nowo założony cewnik nadłonowy wchodzący do jamy brzusznej tuż nad kością łonową.

Cystostomia – rodzaj urostomii. Jest to przetoka przez powłoki brzuszne do pęcherza moczowego ponad spojeniem łonowym. Dren zakładany jest operacyjnie i mocowany jest słabym szyciem tak, aby mógł być usunięty bezoperacyjnie lekkim szarpnięciem.

## Zastosowanie
Cystostomia może służyć do odprowadzania moczu z pęcherza w przypadku niedrożności dolnych dróg moczowych przy niemożności założenia cewnika oraz do odwrócenia kierunku przepływu moczu, aby umożliwić leczenie i gojenie się ran w dolnej części pęcherza i cewce moczowej.
Często stosowana jest jako miejsce wprowadzenia płuczącego roztworu soli fizjologicznej do płukania wewnętrznych ran pooperacyjnych po zabiegach na pęcherzu moczowym (np. usuwanie zmian nowotworowych), usunięciu gruczolaka stercza (prostatektomii lub adenomektomii).